# Campeonato Baiano Segunda Divisão 2019
In 2019 werd het 50ste Campeonato Baiano Segunda Divisão gespeeld voor voetbalclubs uit de Braziliaanse staat Bahia. De competitie werd gespeeld van 9 maart tot 26 mei en werd georganiseerd door de FBF. Doce Mel werd kampioen. 

## Eerste fase
| Plaats | Club           | Wed. | W | G | V | Saldo | Ptn. |
| ------ | -------------- | ---- | - | - | - | ----- | ---- |
| 1.     | Olímpia        | 10   | 7 | 2 | 1 | 19:5  | 23   |
| 2.     | Doce Mel       | 10   | 5 | 3 | 2 | 13:9  | 18   |
| 3.     | UNIRB          | 10   | 5 | 2 | 3 | 11:12 | 17   |
| 4.     | PFC Cajazeiras | 10   | 4 | 2 | 4 | 15:13 | 14   |
| 5.     | Canaã          | 10   | 3 | 2 | 5 | 14:18 | 11   |
| 6.     | Galícia        | 10   | 0 | 1 | 9 | 4:19  | 1    |

|  | Gekwalificeerd voor finale |

## Finale
Heen
|              |           |       |                  |                               |
| 19 mei 16:00 | Doce Mel  | 1 – 2 | Olímpia          | Estádio Lomanto Júnior, Ipiaú |
| 19 mei 16:00 | Adnael 9' |       | 14' (90+2) Jonas | Estádio Lomanto Júnior, Ipiaú |

Terug
|              |         |                                |          |                               |
| 26 mei 16:00 | Olímpia | 0 – 3                          | Doce Mel | EEstádio de Pituaçu, Salvador |
| 26 mei 16:00 |         | 44' (68) Gustavo 47' Andresson |          | EEstádio de Pituaçu, Salvador |

## Kampioen
| Campeonato Baiano de 2019 - Segunda Divisão |
| ------------------------------------------- |
| DOCE MEL 2º Titel                           |